# Pietro Rizzuto
Pietro Rizzuto, né le 18 mars 1934 à Cattolica Eraclea en Italie et mort le 3 août 1997 à Montréal au Canada, est un homme politique canadien. 

## Biographie
Arrivé à 20 ans au Canada, Pietro Rizzuto est le fondateur de l'entreprise de travaux publics Inter State Paving Inc. Cette compagnie construit notamment le viaduc de la Concorde sur l'Autoroute 19 de Laval (1969-1971), qui s'écroule le 30 septembre 2006, faisant cinq morts.
En 1976, il est nommé au Sénat canadien par le premier ministre Pierre Trudeau comme représentant de la division sénatoriale de Repentigny (Québec). Il est ainsi le premier Italo-Canadien nommé au Sénat. Il est considéré par le premier ministre Jean Chrétien comme un « vieux et cher ami »[réf. nécessaire]. Après son décès en 1997, il est enterré au Cimetière Notre-Dame-des-Neiges, à Montréal.

### Distinction
: il est fait Grand officier de l'Ordre du Mérite de la République italienne le 27 décembre 1983, sur proposition de la Présidence du Conseil des Ministres.